# Svinasjön (Hjälmseryds socken, Småland)
Svinasjön är en sjö i Sävsjö kommun i Småland och ingår i Lagans huvudavrinningsområde. Sjön är 4,7 meter djup, har en yta på 1,13 kvadratkilometer och befinner sig 204 meter över havet. Vid provfiske har bland annat abborre, braxen, mört och sarv fångats i sjön.

## Delavrinningsområde
Svinasjön ingår i det delavrinningsområde (634527-142392) som SMHI kallar för Utloppet av Svinasjön. Medelhöjden är 222 meter över havet och ytan är 8,59 kvadratkilometer. Det finns inga delavrinningsområden uppströms utan avrinningsområdet är högsta punkten. Vattendraget som avvattnar avrinningsområdet har biflödesordning 4, vilket innebär att vattnet flödar genom totalt 4 vattendrag innan det når havet efter 223 kilometer. Delavrinningsområdet består mestadels av skog (64 %). Avrinningsområdet har 1,33 kvadratkilometer vattenytor vilket ger det en sjöprocent på 15,5 %.

## Fisk
Vid provfiske har följande fisk fångats i sjön:
- Abborre
- Braxen
- Mört
- Sarv
- Sutare